# ABA Most Valuable Player Award

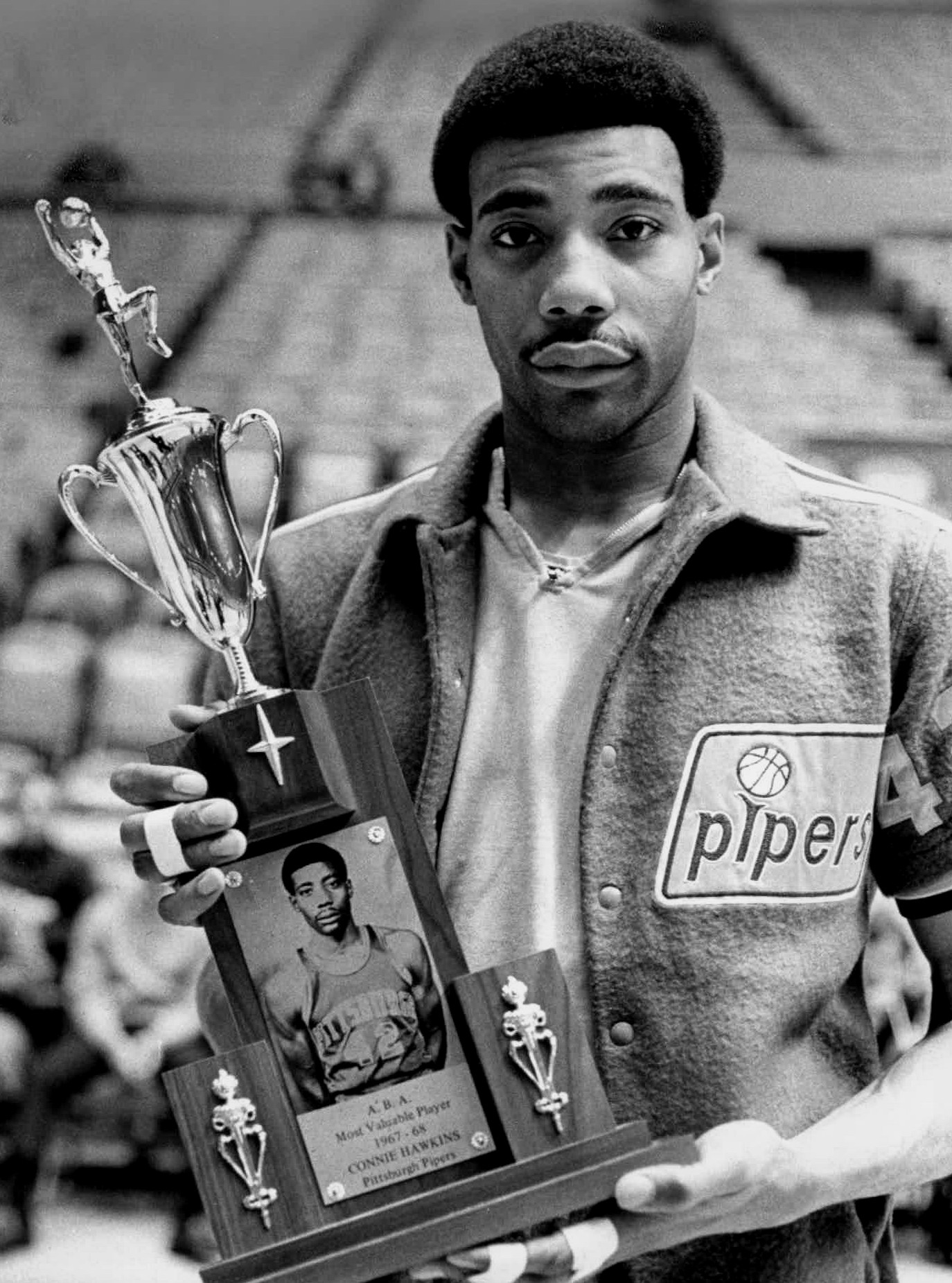
Connie Hawkins con il trofeo di MVP della stagione 1967-1968

L'ABA Most Valuable Player Award (MVP) fu il premio conferito dalla American Basketball Association al miglior giocatore della regular season.

## Vincitori
|  | Eletto nella Basketball Hall of Fame |

| Stagione  | Giocatore                    | Nazionalità | Squadra           |
| --------- | ---------------------------- | ----------- | ----------------- |
| 1967-1968 | Connie Hawkins               | Stati Uniti | Pittsburgh Pipers |
| 1968-1969 | Mel Daniels                  | Stati Uniti | Indiana Pacers    |
| 1969-1970 | Spencer Haywood              | Stati Uniti | Denver Rockets    |
| 1970-1971 | Mel Daniels (2)              | Stati Uniti | Indiana Pacers    |
| 1971-1972 | Artis Gilmore                | Stati Uniti | Kentucky Colonels |
| 1972-1973 | Billy Cunningham             | Stati Uniti | Carolina Cougars  |
| 1973-1974 | Julius Erving                | Stati Uniti | New York Nets     |
| 1974-1975 | Julius Erving (2) (ex aequo) | Stati Uniti | New York Nets     |
| 1974-1975 | George McGinnis (ex aequo)   | Stati Uniti | Indiana Pacers    |
| 1975-1976 | Julius Erving (3)            | Stati Uniti | New York Nets     |